# Alcapurria

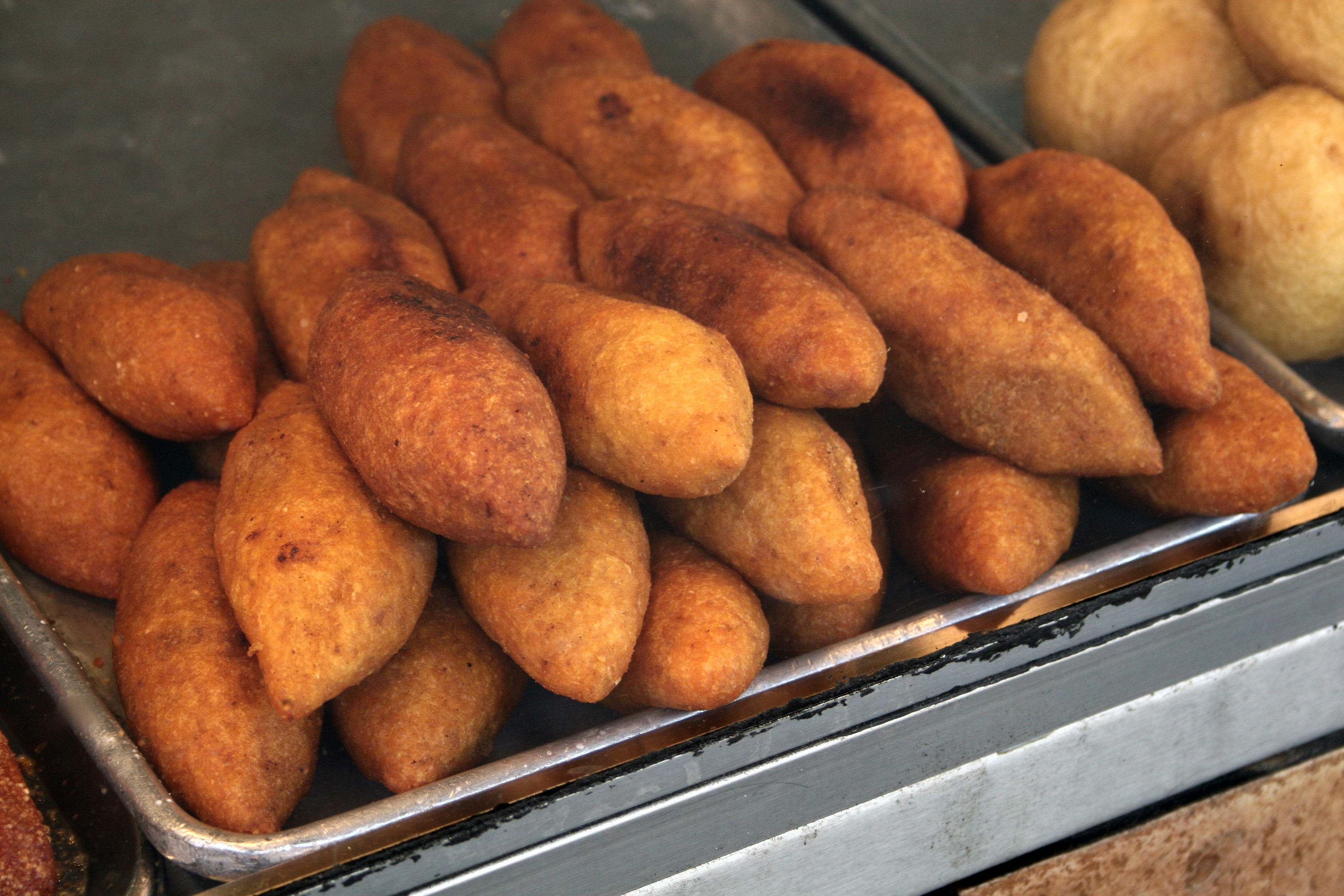
Alcapurrias.

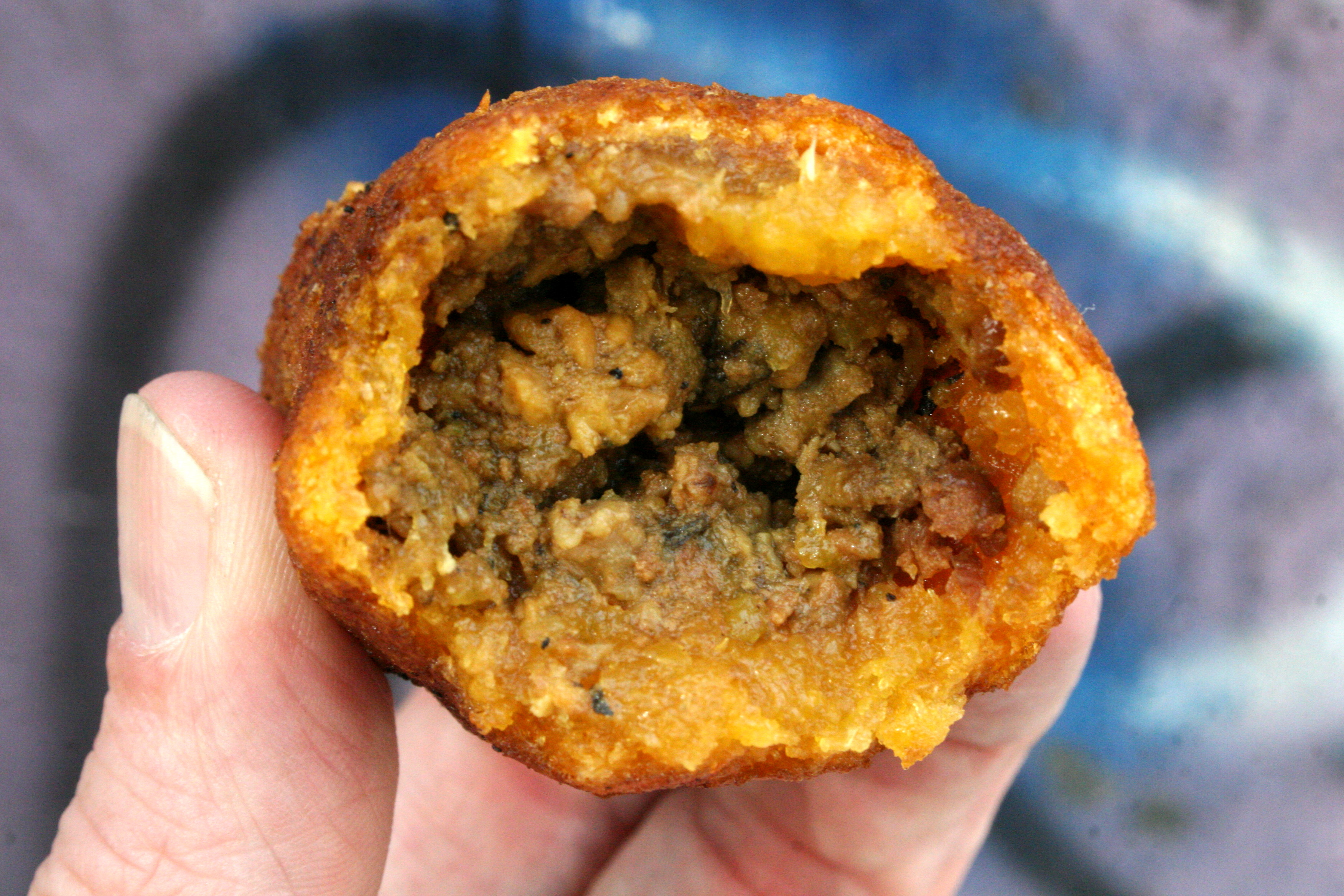
Relleno de una alcapurria.

La alcapurria es una fritura típica de Puerto Rico. Es uno de los muchos platos servidos en los cuchifritos.

## Características
La masa que rodea el relleno, la masa, está hecha principalmente de guineos verdes y yautía rallada en la mayor parte de Puerto Rico con la adición opcional de calabaza o papa. Los guineos verdes se pueden reemplazar con panapén, mandioca, taro o plátanos verdes. Condimentado con manteca de cerdo o aceite de oliva, achiote, ajo y sal. El achiote le da el característico color amarillo / naranja. Las semillas de achiote se cuecen suavemente en manteca o aceite para liberar la mayor parte de su color y sabor. Las semillas se descartan y luego se vierte aceite sobre la masa.
La masa se refrigera durante varias horas para lograr una consistencia sólida, luego se rellena con picadillo, carne en conserva, morcilla, carne estofada, queso, mariscos o verduras y se fríe en aceite o al horno (alcapurrias horneadas). Cuando está cocido, el buñuelo está "caliente y quebradizo". Las alcapurrias también se sirven en quioscos y en buenos restaurantes.